# Championnat du monde masculin de volley-ball 2002
Navigation
Japon 1998 Japon 2006
Le Championnat du monde masculin de volley-ball 2002 s'est déroulé en Argentine

## Podium final
| Médaille           | Pays   |
| ------------------ | ------ |
| Médaille d'or      | Brésil |
| Médaille d'argent  | Russie |
| Médaille de bronze | France |

## Principe de la compétition
Les deux premiers de chaque groupe se qualifient pour le 2e tour ainsi que les 4 meilleurs 3e. Les 16 équipes qualifiées sont divisées en 4 groupes de 4. Les 2 premiers de chaque groupe disputent les quarts de finale.

## Premier tour

### Composition des groupes
| Poule A                                            | Poule B                                       | Poule C                                            | Poule D                                                         | Poule E                                           | Poule F                                   |
| -------------------------------------------------- | --------------------------------------------- | -------------------------------------------------- | --------------------------------------------------------------- | ------------------------------------------------- | ----------------------------------------- |
| Site : San Juan Argentine Australie Chine Portugal | Site : Santa Fe Canada Croatie Italie Pologne | Site : Buenos Aires Bulgarie France Russie Tunisie | Site : Mar del Plata RF de Yougoslavie Espagne Japon Kazakhstan | Site : Córdoba Brésil Égypte États-Unis Venezuela | Site : Salta Cuba Grèce Pays-Bas Tchéquie |

### Groupe A
| # | Équipe    | Pts | J | G | P | Sp | Sc | Ratio | Pp  | Pc  | Ratio |
| - | --------- | --- | - | - | - | -- | -- | ----- | --- | --- | ----- |
| 1 | Argentine | 6   | 3 | 3 | 0 | 9  | 3  | 3     | 312 | 289 | 1.08  |
| 2 | Portugal  | 5   | 3 | 2 | 1 | 7  | 5  | 1.4   | 286 | 267 | 1.071 |
| 3 | Chine     | 4   | 3 | 1 | 2 | 5  | 7  | 0.714 | 270 | 282 | 0.957 |
| 4 | Australie | 3   | 3 | 0 | 3 | 3  | 9  | 0.333 | 282 | 312 | 0.904 |

| Date  | Match                 | Résultat | Sets  | Sets  | Sets  | Sets  | Sets | Total Points |
| Date  | Match                 | Résultat | 1     | 2     | 3     | 4     | 5    | Total Points |
| ----- | --------------------- | -------- | ----- | ----- | ----- | ----- | ---- | ------------ |
| 28.09 | Argentine - Australie | 3 - 1    | 22-25 | 25-18 | 31-29 | 32-30 | -    | 110-102      |
| 29.09 | Portugal - Chine      | 3 - 1    | 16-25 | 25-21 | 25-19 | 25-11 | -    | 91-76        |
| 30.09 | Portugal - Australie  | 3 - 1    | 25-20 | 25-27 | 25-21 | 29-27 | -    | 104-95       |
| 30.09 | Argentine - Chine     | 3 - 1    | 32-30 | 25-19 | 24-26 | 25-21 | -    | 106-96       |
| 01.10 | Chine - Australie     | 3 - 1    | 25-19 | 25-20 | 23-25 | 25-21 | -    | 98-85        |
| 01.10 | Argentine - Portugal  | 3 - 1    | 21-25 | 25-22 | 25-22 | 25-22 | -    | 96-91        |

### Groupe B
| # | Équipe  | Pts | J | G | P | Sp | Sc | Ratio | Pp  | Pc  | Ratio |
| - | ------- | --- | - | - | - | -- | -- | ----- | --- | --- | ----- |
| 1 | Pologne | 6   | 3 | 3 | 0 | 9  | 3  | 3     | 282 | 254 | 1.11  |
| 2 | Italie  | 5   | 3 | 2 | 1 | 8  | 3  | 2.667 | 255 | 228 | 1.118 |
| 3 | Canada  | 4   | 3 | 1 | 2 | 4  | 7  | 0.571 | 251 | 261 | 0.962 |
| 4 | Croatie | 3   | 3 | 0 | 3 | 1  | 9  | 0.111 | 202 | 247 | 0.818 |

| Date  | Match             | Résultat | Sets  | Sets  | Sets  | Sets  | Sets  | Total Points |
| Date  | Match             | Résultat | 1     | 2     | 3     | 4     | 5     | Total Points |
| ----- | ----------------- | -------- | ----- | ----- | ----- | ----- | ----- | ------------ |
| 29.09 | Italie - Croatie  | 3 - 0    | 25-18 | 25-20 | 25-20 | -     | -     | 75-58        |
| 29.09 | Pologne - Canada  | 3 - 1    | 25-23 | 22-25 | 26-24 | 25-21 | -     | 98-93        |
| 30.09 | Pologne - Italie  | 3 - 2    | 20-25 | 24-26 | 25-22 | 25-21 | 15-10 | 109-104      |
| 30.09 | Canada - Croatie  | 3 - 1    | 25-22 | 22-25 | 25-17 | 25-23 | -     | 97-87        |
| 01.10 | Italie - Canada   | 3 - 0    | 25-20 | 26-24 | 25-17 | -     | -     | 76-61        |
| 01.10 | Pologne - Croatie | 3 - 0    | 25-21 | 25-18 | 25-18 | -     | -     | 75-57        |

### Groupe C
| # | Équipe   | Pts | J | G | P | Sp | Sc | Ratio | Pp  | Pc  | Ratio |
| - | -------- | --- | - | - | - | -- | -- | ----- | --- | --- | ----- |
| 1 | France   | 6   | 3 | 3 | 0 | 9  | 4  | 2.25  | 289 | 265 | 1.091 |
| 2 | Bulgarie | 5   | 3 | 2 | 1 | 8  | 4  | 2     | 292 | 257 | 1.136 |
| 3 | Russie   | 4   | 3 | 1 | 2 | 4  | 6  | 0.667 | 222 | 221 | 1.005 |
| 4 | Tunisie  | 3   | 3 | 0 | 3 | 2  | 9  | 0.222 | 214 | 274 | 0.781 |

| Date  | Match              | Résultat | Sets  | Sets  | Sets  | Sets  | Sets  | Total Points |
| Date  | Match              | Résultat | 1     | 2     | 3     | 4     | 5     | Total Points |
| ----- | ------------------ | -------- | ----- | ----- | ----- | ----- | ----- | ------------ |
| 29.09 | France - Tunisie   | 3 - 1    | 25-23 | 20-25 | 25-17 | 25-11 | -     | 95-76        |
| 29.09 | Bulgarie - Russie  | 3 - 0    | 28-26 | 25-19 | 25-23 | -     | -     | 78-68        |
| 30.09 | France - Russie    | 3 - 1    | 25-21 | 25-21 | 13-25 | 25-12 | -     | 88-79        |
| 30.09 | Bulgarie - Tunisie | 3 - 1    | 21-25 | 33-31 | 40537 | 25-15 | -     | 104-83       |
| 01.10 | France - Bulgarie  | 3 - 2    | 25-23 | 22-25 | 25-22 | 17-25 | 17-15 | 106-110      |
| 01.10 | Russie - Tunisie   | 3 - 0    | 25-19 | 25-13 | 25-23 | -     | -     | 75-55        |

### Groupe D
| # | Équipe            | Pts | J | G | P | Sp | Sc | Ratio | Pp  | Pc  | Ratio |
| - | ----------------- | --- | - | - | - | -- | -- | ----- | --- | --- | ----- |
| 1 | RF de Yougoslavie | 6   | 3 | 3 | 0 | 9  | 1  | 9     | 246 | 188 | 1.309 |
| 2 | Espagne           | 5   | 3 | 2 | 1 | 7  | 6  | 1.167 | 293 | 287 | 1.021 |
| 3 | Japon             | 4   | 3 | 1 | 2 | 5  | 7  | 0.714 | 269 | 274 | 0.982 |
| 4 | Kazakhstan        | 3   | 3 | 0 | 3 | 2  | 9  | 0.222 | 218 | 277 | 0.787 |

| Date  | Match                          | Résultat | Sets  | Sets  | Sets  | Sets  | Sets  | Total Points |
| Date  | Match                          | Résultat | 1     | 2     | 3     | 4     | 5     | Total Points |
| ----- | ------------------------------ | -------- | ----- | ----- | ----- | ----- | ----- | ------------ |
| 29.09 | Japon - Kazakhstan             | 3 - 1    | 26-24 | 25-20 | 29-31 | 25-10 | -     | 105-85       |
| 29.09 | RF de Yougoslavie - Espagne    | 3 - 1    | 25-18 | 25-21 | 21-25 | 25-18 | -     | 96-82        |
| 30.09 | Espagne - Japon                | 3 - 2    | 25-18 | 23-25 | 22-25 | 29-27 | 15-13 | 114-108      |
| 30.09 | RF de Yougoslavie - Kazakhstan | 3 - 0    | 25-19 | 25-16 | 25-15 | -     | -     | 75-50        |
| 01.10 | RF de Yougoslavie - Japon      | 3 - 0    | 25-21 | 25-15 | 25-20 | -     | -     | 75-56        |
| 01.10 | Espagne - Kazakhstan           | 3 - 1    | 22-25 | 25-16 | 25-21 | 25-21 | -     | 97-83        |

### Groupe E
| # | Équipe     | Pts | J | G | P | Sp | Sc | Ratio | Pp  | Pc  | Ratio |
| - | ---------- | --- | - | - | - | -- | -- | ----- | --- | --- | ----- |
| 1 | États-Unis | 6   | 3 | 3 | 0 | 9  | 3  | 3     | 300 | 277 | 1.083 |
| 2 | Brésil     | 5   | 3 | 2 | 1 | 8  | 3  | 2.667 | 268 | 230 | 1.165 |
| 3 | Venezuela  | 4   | 3 | 1 | 2 | 3  | 6  | 0.5   | 205 | 215 | 0.953 |
| 4 | Égypte     | 3   | 3 | 0 | 3 | 1  | 9  | 0.111 | 197 | 248 | 0.794 |

| Date  | Match                  | Résultat | Sets  | Sets  | Sets  | Sets  | Sets  | Total Points |
| Date  | Match                  | Résultat | 1     | 2     | 3     | 4     | 5     | Total Points |
| ----- | ---------------------- | -------- | ----- | ----- | ----- | ----- | ----- | ------------ |
| 29.09 | Brésil - Venezuela     | 3 - 0    | 25-16 | 26-24 | 25-17 | -     | -     | 76-57        |
| 29.09 | États-Unis - Égypte    | 3 - 1    | 25-22 | 23-25 | 25-20 | 25-20 | -     | 98-87        |
| 30.09 | États-Unis - Brésil    | 3 - 2    | 25-22 | 20-25 | 25-27 | 33-31 | 15-12 | 118-117      |
| 30.09 | Venezuela - Égypte     | 3 - 0    | 25-14 | 25-22 | 25-19 | -     | -     | 75-55        |
| 01.10 | Brésil - Égypte        | 3 - 0    | 25-14 | 25-20 | 25-21 | -     | -     | 75-55        |
| 01.10 | États-Unis - Venezuela | 3 - 0    | 26-24 | 25-18 | 33-31 | -     | -     | 84-73        |

### Groupe F
| # | Équipe   | Pts | J | G | P | Sp | Sc | Ratio | Pp  | Pc  | Ratio |
| - | -------- | --- | - | - | - | -- | -- | ----- | --- | --- | ----- |
| 1 | Pays-Bas | 6   | 3 | 3 | 0 | 9  | 3  | 3     | 273 | 240 | 1.138 |
| 2 | Grèce    | 4   | 3 | 1 | 2 | 5  | 6  | 0.833 | 226 | 246 | 0.919 |
| 3 | Tchéquie | 4   | 3 | 1 | 2 | 6  | 8  | 0.75  | 311 | 309 | 1.006 |
| 4 | Cuba     | 4   | 3 | 1 | 2 | 4  | 7  | 0.571 | 245 | 260 | 0.942 |

| Date  | Match               | Résultat | Sets  | Sets  | Sets  | Sets  | Sets  | Total Points |
| Date  | Match               | Résultat | 1     | 2     | 3     | 4     | 5     | Total Points |
| ----- | ------------------- | -------- | ----- | ----- | ----- | ----- | ----- | ------------ |
| 29.09 | Pays-Bas - Grèce    | 3 - 0    | 25-15 | 25-15 | 25-22 | -     | -     | 75-52        |
| 29.09 | Cuba - Tchéquie     | 3 - 1    | 28-30 | 25-22 | 25-19 | 25-23 | -     | 103-94       |
| 30.09 | Grèce - Cuba        | 3 - 0    | 25-21 | 25-21 | 25-19 | -     | -     | 75-61        |
| 30.09 | Pays-Bas - Tchéquie | 3 - 2    | 15-25 | 27-25 | 25-19 | 25-27 | 15-11 | 107-107      |
| 01.10 | Pays-Bas - Cuba     | 3 - 1    | 25-18 | 25-17 | 16-25 | 25-21 | -     | 91-81        |
| 01.10 | Tchéquie - Grèce    | 3 - 2    | 22-25 | 25-22 | 23-25 | 25-17 | 15-10 | 110-99       |

## Deuxième tour

### Composition des groupes
| Poule G                                             | Poule H                                        | Poule K                                         | Poule L                                               |
| --------------------------------------------------- | ---------------------------------------------- | ----------------------------------------------- | ----------------------------------------------------- |
| Site : Buenos Aires Argentine Italie Japon Bulgarie | Site : Córdoba Russie Portugal Espagne Pologne | Site : Santa Fe Brésil France Pays-Bas Tchéquie | Site : Salta RF de Yougoslavie Grèce États-Unis Chine |

### Groupe G
| # | Équipe    | Pts | J | G | P | Sp | Sc | Ratio | Pp  | Pc  | Ratio |
| - | --------- | --- | - | - | - | -- | -- | ----- | --- | --- | ----- |
| 1 | Argentine | 6   | 3 | 3 | 0 | 9  | 4  | 2.25  | 308 | 271 | 1.137 |
| 2 | Italie    | 5   | 3 | 2 | 1 | 7  | 6  | 1.167 | 305 | 292 | 1.045 |
| 3 | Japon     | 4   | 3 | 1 | 2 | 6  | 8  | 0.75  | 301 | 320 | 0.941 |
| 4 | Bulgarie  | 3   | 3 | 0 | 3 | 5  | 9  | 0.556 | 296 | 327 | 0.905 |

| Date  | Match                | Résultat | Sets  | Sets  | Sets  | Sets  | Sets  | Total Points |
| Date  | Match                | Résultat | 1     | 2     | 3     | 4     | 5     | Total Points |
| ----- | -------------------- | -------- | ----- | ----- | ----- | ----- | ----- | ------------ |
| 04.10 | Italie - Bulgarie    | 3 - 2    | 31-33 | 25-22 | 23-25 | 25-18 | 15-13 | 119-111      |
| 04.10 | Argentine - Japon    | 3 - 2    | 25-21 | 21-25 | 25-27 | 25-21 | 16-14 | 112-108      |
| 05.10 | Italie - Japon       | 3 - 1    | 25-18 | 25-20 | 26-28 | 25-16 | -     | 101-82       |
| 05.10 | Argentine - Bulgarie | 3 - 1    | 25-20 | 22-25 | 25-14 | 25-19 | -     | 97-78        |
| 06.10 | Japon - Bulgarie     | 3 - 2    | 25-19 | 25-23 | 22-25 | 22-25 | 17-15 | 111-107      |
| 06.10 | Argentine - Italie   | 3 - 1    | 25-17 | 24-26 | 25-22 | 25-20 | -     | 99-85        |

### Groupe H
| # | Équipe   | Pts | J | G | P | Sp | Sc | Ratio | Pp  | Pc  | Ratio |
| - | -------- | --- | - | - | - | -- | -- | ----- | --- | --- | ----- |
| 1 | Russie   | 6   | 3 | 3 | 0 | 9  | 4  | 2.25  | 299 | 263 | 1.137 |
| 2 | Portugal | 5   | 3 | 2 | 1 | 6  | 6  | 1     | 272 | 278 | 0.978 |
| 3 | Pologne  | 4   | 3 | 1 | 2 | 6  | 7  | 0.857 | 299 | 292 | 1.024 |
| 4 | Espagne  | 3   | 3 | 0 | 3 | 5  | 9  | 0.556 | 284 | 321 | 0.885 |

| Date  | Match              | Résultat | Sets  | Sets  | Sets  | Sets  | Sets  | Total Points |
| Date  | Match              | Résultat | 1     | 2     | 3     | 4     | 5     | Total Points |
| ----- | ------------------ | -------- | ----- | ----- | ----- | ----- | ----- | ------------ |
| 04.10 | Portugal - Espagne | 3 - 2    | 19-25 | 22-25 | 25-21 | 25-20 | 15-13 | 106-104      |
| 04.10 | Russie - Pologne   | 3 - 2    | 22-25 | 25-19 | 25-20 | 22-25 | 15-11 | 109-100      |
| 05.10 | Russie - Espagne   | 3 - 2    | 23-25 | 25-22 | 26-28 | 25-16 | 15-13 | 114-104      |
| 05.10 | Portugal - Pologne | 3 - 1    | 25-22 | 32-34 | 25-20 | 25-22 | -     | 107-98       |
| 06.10 | Russie - Portugal  | 3 - 0    | 26-24 | 25-15 | 25-20 | -     | -     | 76-59        |
| 06.10 | Pologne - Espagne  | 3 - 1    | 25-19 | 40507 | 26-28 | 25-18 | -     | 101-76       |

### Groupe J
| # | Équipe   | Pts | J | G | P | Sp | Sc | Ratio | Pp  | Pc  | Ratio |
| - | -------- | --- | - | - | - | -- | -- | ----- | --- | --- | ----- |
| 1 | Brésil   | 6   | 3 | 3 | 0 | 9  | 0  | MAX   | 225 | 181 | 1.243 |
| 2 | France   | 5   | 3 | 2 | 1 | 6  | 4  | 1.5   | 238 | 216 | 1.102 |
| 3 | Pays-Bas | 4   | 3 | 1 | 2 | 3  | 8  | 0.375 | 230 | 257 | 0.895 |
| 4 | Tchéquie | 3   | 3 | 0 | 3 | 3  | 9  | 0.333 | 249 | 288 | 0.865 |

| Date  | Match               | Résultat | Sets  | Sets  | Sets  | Sets  | Sets | Total Points |
| Date  | Match               | Résultat | 1     | 2     | 3     | 4     | 5    | Total Points |
| ----- | ------------------- | -------- | ----- | ----- | ----- | ----- | ---- | ------------ |
| 04.10 | Brésil - Tchéquie   | 3 - 0    | 25-20 | 25-16 | 25-22 | -     | -    | 75-58        |
| 04.10 | France - Pays-Bas   | 3 - 0    | 26-24 | 25-16 | 25-16 | -     | -    | 76-56        |
| 05.10 | Brésil - France     | 3 - 0    | 25-22 | 25-21 | 25-21 | -     | -    | 75-64        |
| 05.10 | Pays-Bas - Tchéquie | 3 - 2    | 23-25 | 30-28 | 25-20 | 22-25 | 15-8 | 115-106      |
| 06.10 | Brésil - Pays-Bas   | 3 - 0    | 25-20 | 25-19 | 25-20 | -     | -    | 75-59        |
| 06.10 | France - Tchéquie   | 3 - 1    | 23-25 | 25-18 | 25-23 | 25-19 | -    | 98-85        |

### Groupe K
| # | Équipe            | Pts | J | G | P | Sp | Sc | Ratio | Pp  | Pc  | Ratio |
| - | ----------------- | --- | - | - | - | -- | -- | ----- | --- | --- | ----- |
| 1 | RF de Yougoslavie | 6   | 3 | 3 | 0 | 9  | 1  | 9     | 246 | 210 | 1.171 |
| 2 | Grèce             | 5   | 3 | 2 | 1 | 6  | 6  | 1     | 255 | 253 | 1.008 |
| 3 | États-Unis        | 4   | 3 | 1 | 2 | 6  | 6  | 1     | 271 | 268 | 1.011 |
| 4 | Chine             | 3   | 3 | 0 | 3 | 1  | 9  | 0.111 | 208 | 249 | 0.835 |

| Date  | Match                          | Résultat | Sets  | Sets  | Sets  | Sets  | Sets  | Total Points |
| Date  | Match                          | Résultat | 1     | 2     | 3     | 4     | 5     | Total Points |
| ----- | ------------------------------ | -------- | ----- | ----- | ----- | ----- | ----- | ------------ |
| 04.10 | RF de Yougoslavie - Grèce      | 3 - 0    | 25-21 | 25-17 | 25-21 | -     | -     | 75-59        |
| 04.10 | États-Unis - Chine             | 3 - 0    | 25-23 | 30-28 | 25-19 | -     | -     | 80-70        |
| 05.10 | RF de Yougoslavie - Chine      | 3 - 0    | 25-20 | 25-18 | 25-22 | -     | -     | 75-60        |
| 05.10 | Grèce - États-Unis             | 3 - 2    | 20-25 | 25-15 | 25-20 | 25-15 | 17-15 | 102-100      |
| 06.10 | Grèce - Chine                  | 3 - 1    | 19-25 | 25-17 | 25-19 | 25-17 | -     | 94-78        |
| 06.10 | RF de Yougoslavie - États-Unis | 3 - 1    | 25-22 | 25-21 | 21-25 | 25-23 | -     | 96-91        |

## Phase finale

### Classement 5-8 (Athènes)
|  | Tour de classement                      | Tour de classement          |           |   | 5e place                                | 5e place                                |
|  | Tour de classement                      | Tour de classement          |           |   | 5e place                                | 5e place                                |
|  |                                         |                             |           |   |                                         |                                         |
|  | 11.10.02, 25-23 25-23 25-20             | 11.10.02, 25-23 25-23 25-20 |           |   | 13.10.02, 29-27 17-25 22-25 25-22 22-24 | 13.10.02, 29-27 17-25 22-25 25-22 22-24 |
|  | 11.10.02, 25-23 25-23 25-20             | 11.10.02, 25-23 25-23 25-20 |           |   | 13.10.02, 29-27 17-25 22-25 25-22 22-24 | 13.10.02, 29-27 17-25 22-25 25-22 22-24 |
|  | Argentine                               | 3                           |           |   | 13.10.02, 29-27 17-25 22-25 25-22 22-24 | 13.10.02, 29-27 17-25 22-25 25-22 22-24 |
|  | Argentine                               | 3                           |           |   | 13.10.02, 29-27 17-25 22-25 25-22 22-24 | 13.10.02, 29-27 17-25 22-25 25-22 22-24 |
|  | Grèce                                   | 0                           |           |   | 13.10.02, 29-27 17-25 22-25 25-22 22-24 | 13.10.02, 29-27 17-25 22-25 25-22 22-24 |
|  | Grèce                                   | 0                           | Argentine | 2 |                                         |                                         |
|  | 10.10.02, 25-23 25-19 25-17             |                             | Argentine | 2 |                                         |                                         |
|  |                                         | Italie                      | 3         |   |                                         |                                         |
|  | Italie                                  | Italie                      | 3         | 3 |                                         |                                         |
|  | Italie                                  |                             |           | 3 |                                         |                                         |
|  | Portugal                                | 0                           |           |   |                                         |                                         |
|  | Portugal                                | 0                           | 7e place  |   |                                         |                                         |
|  |                                         |                             |           |   |                                         |                                         |
|  | 12.10.02, 21-25 25-20 23-25 25-21 15-12 |                             |           |   |                                         |                                         |
|  |                                         |                             |           |   |                                         |                                         |
|  | Grèce                                   | 3                           |           |   |                                         |                                         |
|  | Grèce                                   | 3                           |           |   |                                         |                                         |
|  | Portugal                                | 2                           |           |   |                                         |                                         |
|  | Portugal                                | 2                           |           |   |                                         |                                         |

### Classement 1-4 (Athènes)
|  | Quarts de finale                        | Quarts de finale                  |                             |                             | Demi-finales                           | Demi-finales                           |   |  | Finale                                  | Finale                                  |
|  | Quarts de finale                        | Quarts de finale                  |                             |                             | Demi-finales                           | Demi-finales                           |   |  | Finale                                  | Finale                                  |
|  |                                         |                                   |                             |                             |                                        |                                        |   |  |                                         |                                         |
|  | 09.10.02, 25-14 27-29 23-25 18-25       | 09.10.02, 25-14 27-29 23-25 18-25 |                             |                             | 11.10.02, 19-25 25-16 20-25 25-21 9-15 | 11.10.02, 19-25 25-16 20-25 25-21 9-15 |   |  | 13.10.02, 25-23 25-27 20-25 25-23 13-15 | 13.10.02, 25-23 25-27 20-25 25-23 13-15 |
|  | 09.10.02, 25-14 27-29 23-25 18-25       | 09.10.02, 25-14 27-29 23-25 18-25 |                             |                             | 11.10.02, 19-25 25-16 20-25 25-21 9-15 | 11.10.02, 19-25 25-16 20-25 25-21 9-15 |   |  | 13.10.02, 25-23 25-27 20-25 25-23 13-15 | 13.10.02, 25-23 25-27 20-25 25-23 13-15 |
|  | Argentine                               | 1                                 |                             |                             | 11.10.02, 19-25 25-16 20-25 25-21 9-15 | 11.10.02, 19-25 25-16 20-25 25-21 9-15 |   |  | 13.10.02, 25-23 25-27 20-25 25-23 13-15 | 13.10.02, 25-23 25-27 20-25 25-23 13-15 |
|  | Argentine                               | 1                                 |                             |                             | 11.10.02, 19-25 25-16 20-25 25-21 9-15 | 11.10.02, 19-25 25-16 20-25 25-21 9-15 |   |  | 13.10.02, 25-23 25-27 20-25 25-23 13-15 | 13.10.02, 25-23 25-27 20-25 25-23 13-15 |
|  | France                                  | 3                                 |                             |                             | 11.10.02, 19-25 25-16 20-25 25-21 9-15 | 11.10.02, 19-25 25-16 20-25 25-21 9-15 |   |  | 13.10.02, 25-23 25-27 20-25 25-23 13-15 | 13.10.02, 25-23 25-27 20-25 25-23 13-15 |
|  | France                                  | 3                                 | France                      | 2                           |                                        |                                        |   |  | 13.10.02, 25-23 25-27 20-25 25-23 13-15 | 13.10.02, 25-23 25-27 20-25 25-23 13-15 |
|  | 09.10.02, 25-22 25-22 25-21             |                                   | France                      | 2                           |                                        |                                        |   |  | 13.10.02, 25-23 25-27 20-25 25-23 13-15 | 13.10.02, 25-23 25-27 20-25 25-23 13-15 |
|  |                                         | Russie                            | 3                           |                             |                                        |                                        |   |  | 13.10.02, 25-23 25-27 20-25 25-23 13-15 | 13.10.02, 25-23 25-27 20-25 25-23 13-15 |
|  | Russie                                  | Russie                            | 3                           | 3                           |                                        |                                        |   |  | 13.10.02, 25-23 25-27 20-25 25-23 13-15 | 13.10.02, 25-23 25-27 20-25 25-23 13-15 |
|  | Russie                                  |                                   |                             | 3                           |                                        |                                        |   |  | 13.10.02, 25-23 25-27 20-25 25-23 13-15 | 13.10.02, 25-23 25-27 20-25 25-23 13-15 |
|  | Grèce                                   | 0                                 |                             |                             |                                        |                                        |   |  | 13.10.02, 25-23 25-27 20-25 25-23 13-15 | 13.10.02, 25-23 25-27 20-25 25-23 13-15 |
|  | Grèce                                   | 0                                 | Russie                      | 2                           |                                        |                                        |   |  |                                         |                                         |
|  | 09.10.02, 25-23 25-23 23-25 26-28 15-13 |                                   | Russie                      | 2                           |                                        |                                        |   |  |                                         |                                         |
|  |                                         | Brésil                            | 3                           |                             |                                        |                                        |   |  |                                         |                                         |
|  | Brésil                                  | Brésil                            | 3                           | 3                           |                                        |                                        |   |  |                                         |                                         |
|  | Brésil                                  | 10.10.02, 26-24 22-25 27-25 25-23 |                             | 3                           |                                        |                                        |   |  |                                         |                                         |
|  | Italie                                  | 2                                 |                             |                             |                                        |                                        |   |  |                                         |                                         |
|  | Italie                                  | 2                                 | Brésil                      | 3                           |                                        |                                        |   |  |                                         |                                         |
|  | 09.10.02, 25-20 25-23 25-16             | 09.10.02, 25-20 25-23 25-16       | Brésil                      | 3                           | Match pour la 3e place                 | Match pour la 3e place                 |   |  |                                         |                                         |
|  | 09.10.02, 25-20 25-23 25-16             | 09.10.02, 25-20 25-23 25-16       |                             | RF de Yougoslavie           | Match pour la 3e place                 | Match pour la 3e place                 | 1 |  |                                         |                                         |
|  | RF de Yougoslavie                       | 3                                 | 12.10.02, 25-23 25-23 25-16 | 12.10.02, 25-23 25-23 25-16 |                                        |                                        | 1 |  |                                         |                                         |
|  | RF de Yougoslavie                       | 3                                 | 12.10.02, 25-23 25-23 25-16 | 12.10.02, 25-23 25-23 25-16 |                                        |                                        |   |  |                                         |                                         |
|  | Portugal                                | 0                                 |                             | France                      | 3                                      |                                        |   |  |                                         |                                         |
|  | Portugal                                | 0                                 |                             | France                      | 3                                      |                                        |   |  |                                         |                                         |
|  |                                         |                                   |                             |                             |                                        |                                        |   |  | RF de Yougoslavie                       | 0                                       |
|  |                                         |                                   |                             |                             |                                        |                                        |   |  | RF de Yougoslavie                       | 0                                       |

## Classement final
| Place              | Équipe            |
| ------------------ | ----------------- |
| Médaille d'or      | Brésil            |
| Médaille d'argent  | Russie            |
| Médaille de bronze | France            |
| 4                  | RF de Yougoslavie |
| 5                  | Italie            |
| 6                  | Argentine         |
| 7                  | Grèce             |
| 8                  | Portugal          |
| 9                  | Japon             |
| 9                  | Pays-Bas          |
| 9                  | Pologne           |
| 9                  | États-Unis        |
| 13                 | Bulgarie          |
| 13                 | Chine             |
| 13                 | Tchéquie          |
| 13                 | Espagne           |
| 17                 | Canada            |
| 17                 | Venezuela         |
| 19                 | Australie         |
| 19                 | Croatie           |
| 19                 | Cuba              |
| 19                 | Égypte            |
| 19                 | Tunisie           |
| 19                 | Kazakhstan        |

## Récompenses individuelles
- MVP : Marcos Milinkovic
- Meilleur marqueur : Marcos Milinkovic
- Meilleur attaquant : André Nascimento
- Meilleur contreur : João José
- Meilleur serveur : Frantz Granvorka
- Meilleur passeur : Maurício Lima
- Meilleur défenseur : Hubert Henno
- Meilleur réceptionneur : Pablo Meana